# Portlandsebrug

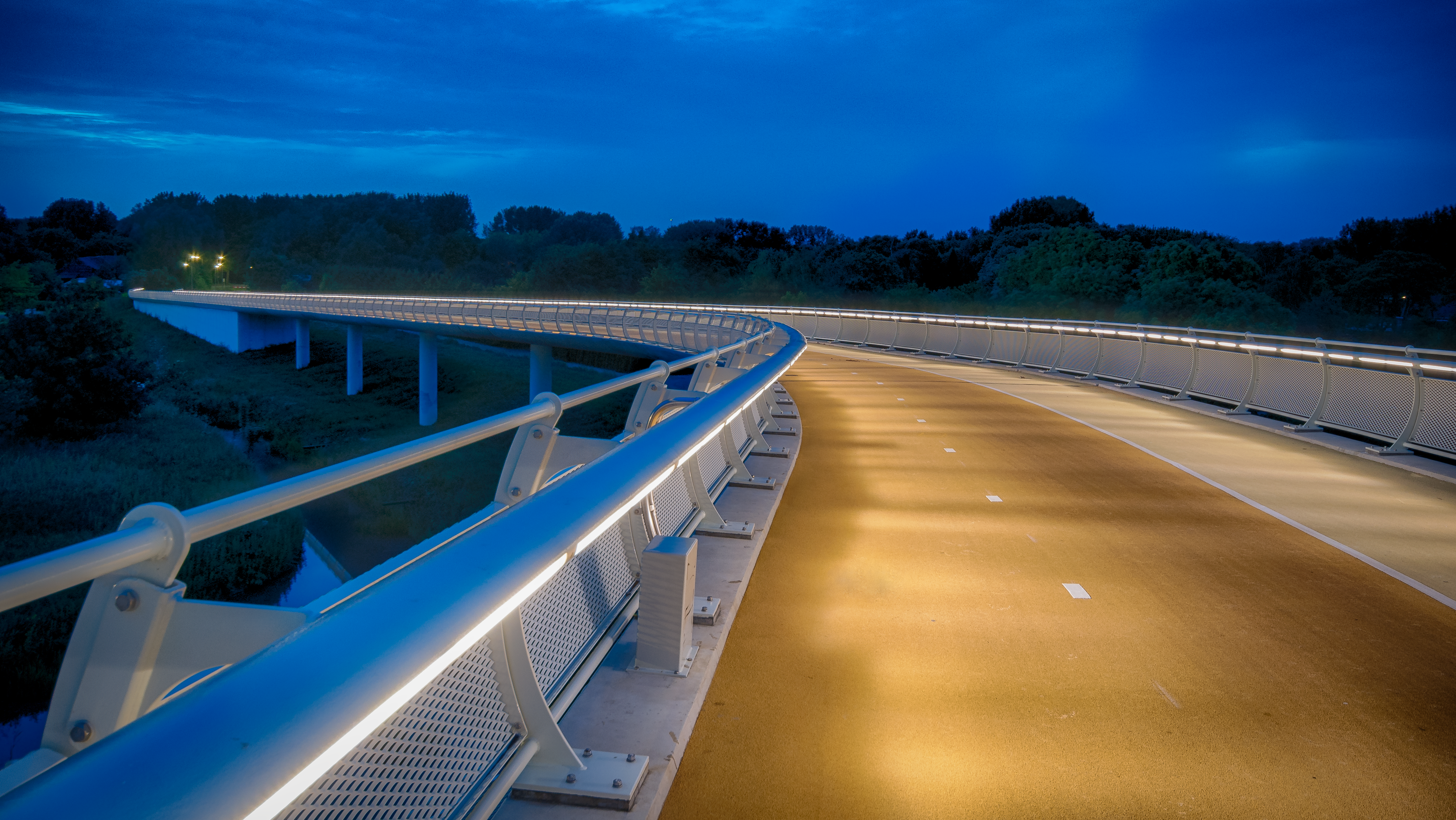

De Portlandsebrug, bekend als de Netkous.  is een fiets- en voetgangersbrug in Rotterdam en Albrandswaard over de A15 en verbindt Rotterdam-Charlois met Rhoon. Samen met het aansluitende Portlandsepad wordt hij de Groene Verbinding genoemd.